# Beverly Ramos
Beverly Sue Ramos Morales (* 24. August 1987 in San Juan) ist eine puerto-ricanische Leichtathletin, die im Mittel- und Langstreckenlauf sowie im Hindernislauf an den Start geht.

## Sportliche Laufbahn
Erste Erfahrungen bei internationalen Meisterschaften sammelte Beverly Ramos vermutlich im Jahr 2002, als sie bei den Zentralamerika- und Karibikjuniorenmeisterschaften in Bridgetown in 3:37,38 min die Silbermedaille über 1200 Meter gewann und mit der puerto-ricanischen 4-mal-400-Meter-Staffel in 3:55,48 min den vierten Platz belegte. Im Jahr darauf schied sie bei den Jugendweltmeisterschaften im kanadischen Sherbrooke mit 2:14,53 min in der ersten Runde im 800-Meter-Lauf aus und bei den Crosslauf-Weltmeisterschaften 2004 Brüssel wurde sie nach 25:02 min 106. im U20-Rennen. Zudem belegte sie bei den Zentralamerika- und Karibikjuniorenmeisterschaften in Coatzacoalcos in 4:49,22 min und 10:32,35 min jeweils den fünften Platz über 1500 und 3000 Meter. 2006 belegte sie bei den Ibero-Amerikanischen Meisterschaften in Ponce in 4:32,82 min den achten Platz im 1500-Meter-Lauf und gelangte über 3000 Meter mit 10:16,46 min auf Rang sieben. Anschließend gewann sie bei den Zentralamerika- und Karibikjuniorenmeisterschaften in Port of Spain in 4:34,46 min die Bronzemedaille über 1500 Meter und siegte in 17:50,96 min im 3000-Meter-Lauf. Zudem begann sie im selben Jahr ein Studium an der Kansas State University in den Vereinigten Staaten. 2009 belegte sie bei den Zentralamerika- und Karibikmeisterschaften in Havanna in 16:28,29 min den vierten Platz über 5000 Meter und im Jahr darauf siegte sie bei den Zentralamerika- und Karibikspielen (CAC) in Mayagüez in 16:09,82 min im 5000-Meter-Lauf sowie in 9:59,03 min auch über 3000 m Hindernis. Zudem sicherte sie sich dort in 4:22,02 min die Bronzemedaille über 1500 Meter hinter der Kolumbianerin Rosibel García und Pilar McShine aus Trinidad und Tobago. 2011 gewann sie bei den CAC-Meisterschaften ebendort in 9:58,11 min die Silbermedaille im Hindernislauf hinter der Jamaikanerin Korene Hinds, ehe sie bei den Weltmeisterschaften in Daegu mit 9:45,50 min in der Vorrunde ausschied. Daraufhin gelangte sie bei den Panamerikanischen Spielen in Guadalajara mit 4:34,90 min auf den zwölften Platz über 1500 Meter und kam im Hindernislauf nicht ins Ziel. Im Jahr darauf nahm sie an den Olympischen Sommerspielen in London teil und verpasste dort mit 9:55,26 min den Finaleinzug im Hindernislauf.
Bei den Crosslauf-Weltmeisterschaften 2013 in Bydgoszcz lief sie nach 26:25 min auf dem 55. Platz im Einzelrennen ein und im Sommer kam sie bei den Weltmeisterschaften in Moskau mit 9:49,60 min nicht über den Vorlauf über 3000 m Hindernis hinaus. Im Jahr darauf wurde sie bei den Ibero-Amerikanischen Meisterschaften in São Paulo in 4:59,04 min 13. über 1500 Meter und gewann im Hindernislauf in 10:03,12 min die Bronzemedaille hinter der Dominikanerin María Mancebo und Zulema Arenas aus Peru. Im November klassierte sie sich dann bei den Zentralamerika- und Karibikspielen in Xalapa mit 16:24,42 min auf dem vierten Platz über 5000 Meter und gewann in 10:08,39 min die Bronzemedaille im Hindernislauf hinter den Kolumbianerinnen Ángela Figueroa und Muriel Coneo. Fortan fokussierte sie sich auf den Straßenlauf und nahm 2016 im Marathonlauf an den Olympischen Sommerspielen in Rio de Janeiro teil und lief dort nach 2:43:52 h auf dem 71. Platz ein. 2018 gewann sie bei den CAC-Spielen in Barranquilla in 33:46,99 min die Silbermedaille im 10.000-Meter-Lauf hinter der Mexikanerin Úrsula Patricia Sánchez und musste sich über 5000 Meter in 16:14,04 min nur der Kolumbianerin Muriel Coneo geschlagen geben. Zudem gewann sie auch im Hindernislauf in 10:07,71 min die Silbermedaille hinter der Mexikanerin Ana Cristina Narváez. Bei den Halbmarathon-Weltmeisterschaften 2020 in Gdynia lief sie nach 1:14:39 h auf dem 74. Platz ein und 2022 wurde sie bei den Ibero-Amerikanischen Meisterschaften in La Nucía in 1:14:18 h Vierte im Halbmarathon. Anschließend erreichte sie bei den Weltmeisterschaften in Eugene mit neuem Landesrekord von 2:31:10 h den 20. Platz im Marathonlauf und gewann dann bei den NACAC-Meisterschaften in Freeport in 35:01,33 min die Bronzemedaille über 10.000 Meter hinter den US-Amerikanerinnen Stephanie Bruce und Emily Lipari. Im Jahr darauf belegte sie bei den Zentralamerika- und Karibikspielen in San Salvador in 1:19:17 h den fünften Platz im Halbmarathon und kam daraufhin bei den Weltmeisterschaften in Budapest im Marathon nicht ins Ziel. Im Oktober wurde sie dann bei den Panamerikanischen Spielen in Santiago de Chile in 2:46:22 h Elfte im Marathon.
2006 wurde Ramos puerto-ricanische Meisterin im 3000-Meter-Lauf sowie 2013 über 800 Meter und 2019 über 5000 Meter sowie 2021 und 2024 über 10.000 Meter.

## Persönliche Bestleistungen
- 800 Meter: 2:06,65 min, 15. Juni 2013 in Mayagüez
- 1500 Meter: 4:09,92 min, 1. Juli 2011 in Burnaby (puerto-ricanischer Rekord)
  - 1500 Meter (Halle): 4:27,95 min, 9. Februar 2024 in Boston
- 3000 Meter: 8:57,68 min, 17. Mai 2014 in Ponce (puerto-ricanischer Rekord)
  - 3000 Meter (Halle): 9:16,23 min, 13. März 2010 in Fayetteville (puerto-ricanischer Rekord)
- 5000 Meter: 16:08,60 min, 4. April 2014 in Palo Alto (puerto-ricanischer Rekord)
  - 5000 Meter (Halle): 16:06,51 min, 12. März 2010 in Fayetteville
- 10.000 Meter: 32:36,03 min, 5. Mai 2017 in Palo Alto (puerto-ricanischer Rekord)
- Halbmarathon: 1:12:02 h, 25. September 2021 in Valley Cottage (puerto-ricanischer Rekord)
- Marathon: 2:31:10 h, 18. Juli 2022 in Eugene (puerto-ricanischer Rekord)
- 3000 m Hindernis: 9:39,33 min, 10. Juli 2012 in Sotteville-lès-Rouen (puerto-ricanischer Rekord)